# Czeplaje
Czeplaje – dawniej wieś. Obecnie część Ciereszek na Białorusi, w obwodzie grodzieńskim, w rejonie smorgońskim, w sielsowiecie Sinki.
Dawniej używana nazwa – Ciepłoje.

## Historia
W czasach zaborów w okręgu wiejskim Sakowicze gminie Bienica, w powiecie oszmiańskim, w granicach Imperium Rosyjskiego. W 1905 roku wieś Czeplaje 1 liczyła 57 mieszkańców, 22 dziesięcin.
W latach 1921–1945 wieś i folwark leżały w Polsce, w województwie nowogródzkim (od 1926 w województwie wileńskim), w powiecie mołodeckim, w gminie Bienica.
W 1931 wieś w 6 domach zamieszkiwało 25 osób. Folwark liczył 5 mieszkańców w 1 domu.
Wierni należeli do parafii rzymskokatolickiej i prawosławnej w Bienicy. Miejscowość podlegała pod Sąd Grodzki w Mołodecznie i Okręgowy w Wilnie; właściwy urząd pocztowy mieścił się w Bienicy.
W wyniku napaści ZSRR na Polskę we wrześniu 1939 miejscowość znalazła się pod okupacją sowiecką. 2 listopada została włączona do Białoruskiej SRR. Od czerwca 1941 roku pod okupacją niemiecką. W 1944 miejscowość została ponownie zajęta przez wojska sowieckie i włączona do Białoruskiej SRR.
Od 1991 w składzie niepodległej Białorusi.